# Piganiol Parapluies
Pour les articles homonymes, voir Piganiol.
Piganiol est une entreprise familiale française fondée en 1884, spécialisée dans la fabrication de parapluies. Elle est installée à Aurillac, capitale française du parapluie, dans le Cantal en France.

## Histoire
La société Piganiol est une des plus anciennes fabriques de parapluies, encore existante à Aurillac.
En 1884 Jean-Baptiste Poignet crée la société au n°16 de la rue des Fossés à Aurillac. En 1911 Jean Delort en association avec M. Terrise prend la succession de M. Poignet.
C'est en 1931 que l'entreprise prend le nom de Piganiol, lorsque le gendre de Jean Delort, René Piganiol, militaire de carrière, prend la direction de la manufacture. À partir de cette date, l'entreprise reste aux mains de la famille Piganiol. Ainsi, en 1949 Henri Piganiol, fils cadet de René, devient à son tour le dirigeant de la société. 
En 1968, à l'étroit dans les locaux historiques en centre ville, l'entreprise déménage sur un nouveau site industriel, 9 rue Ampère à Aurillac ; c'est toujours le siège de l'entreprise en 2025. En 1974 Jean Piganiol, fils aîné d'Henri, rejoint la société dont il deviendra le dirigeant en 1984. Sous sa direction, l'entreprise développe le parapluie publicitaire. La concurrence asiatique émerge à cette époque.
En 1998 la société est à l'origine de la création du label "L'Aurillac parapluie" regroupant les trois derniers fabricants de parapluies d'Aurillac : Dalbin, Piganiol et Sofrap.
En 2004 Matthieu Piganiol, fils cadet de Jean, intègre la société familiale. Il représente la 5e génération au sein de la même famille et la 4e génération de père en fils à occuper un poste de dirigeant au sein de l'entreprise. En 2009 l'entreprise reçoit le label Entreprise du patrimoine vivant attribué par le Ministère de l'Économie, de l'industrie et de l'emploi.
En 2020, lors de la pandémie de Covid-19, l'entreprise suspend sa production de parapluies pour fabriquer des blouses médicales et des masques chirurgicaux.

## Production
L'entreprise compte 30 salariés sur le site industriel d'Aurillac. Les différents métiers traditionnels de la fabrication de parapluies y sont présents : carcassier, coupeur, piqueur, aiguilletier, assembleur, patronnier... L'usine est ouverte à la visite. La production atteint les 50 000 parapluies par an. La vente en France s'effectue dans un réseau de maroquiniers partenaires, dans les boutiques propres de la société à Aurillac et à Salers et, à l'occasion en vente de déstockage à l'usine. La société travaille aussi à l'exportation, notamment vers le Japon.
Face à la concurrence asiatique, la production de l'entreprise Piganiol est passée du parapluie comme objet utilitaire servant à se protéger de la pluie au parapluie accessoire de mode. Cette évolution s'est faite en une génération.
La production de parapluies se divise aujourd'hui en 3 activités principales :
- des parapluies haut-de-gamme avec près de 200 références pour chaque saison
- des parapluies publicitaires et parapluies sur-mesure pour événements, produits dérivés, commandes spéciales;
- une activité de sous-traitance pour l'industrie du luxe[3].

Comme pour tout accessoire de mode, la Maison Piganiol crée 2 collections de parapluies par an qui s'inspirent des tendances de la mode, des derniers défilés de mode et des recommandations des grands cabinets de style parisiens. La Maison Piganiol propose ainsi chaque année des parapluies pour femme et pour homme, en phase avec la mode :
- printemps / été comme par exemple en 2017 les collections Récréation, PsychoTropics et Lands of Savanna
- automne / hiver comme par exemple durant l'hiver 2016 les collections Academic, Radical et Misty Forest

Enfin, la Maison Piganiol propose des modèles spécifiques comme le parapluie de Berger ou le parapluie L'Aurillac, qui offrent une qualité haut-de-gamme avec des finitions soignées et un service après-vente à vie.